# Semantisches Wiki
Ein Semantisches Wiki ist ein Wiki, welches über ein Modell des in ihm gespeicherten Wissens verfügt.
Nicht-semantische Wikis enthalten strukturierten Text und nicht typisierte Hyperlinks. Semantische Wikis ermöglichen, Wissen über Seiten (Metadaten) und ihre Relationen festzuhalten. Die Wissensbasis eines semantischen Wikis ist üblicherweise in einer formalen Sprache implementiert, so dass Maschinen es zumindest teilweise automatisch verarbeiten können. Die Technologien aus dem Bereich des Semantischen Web bilden dabei die Basis für automatische Schlussfolgerungen in der Wissensbasis.
Insbesondere können Algorithmen neues Wissen (z. B. zusätzliche Relationen zwischen Seiten) aus den vorhandenen Fakten ableiten.

## Häufige Eigenschaften
Häufige Eigenschaften sind
- Annotierte Links und Seiten
- Erweiterte Such- und Browse-Möglichkeiten, welche die Annotationen nutzen

## Semantische Wiki-Software
- Semantic MediaWiki (Erweiterung des von Wikipedia bekannten MediaWiki; Projekt des Instituts für Angewandte Informatik und Formale Beschreibungsverfahren an dem Karlsruher Institut für Technologie u. a.)
- AceWiki (Semantisches Wiki auf Grundlage der kontrollierten Sprache Attempto Controlled English, Projekt der Universität Zürich)
- Tiki – ehemals konventionelles Wiki, jetzt mit Semantic-Web-Unterstützung

### Historisch
folgende Projekte sind nicht mehr aktiv
- KiWi („Knowledge in a WiKi“ – Java-Enterprise-basierte Plattform für semantische soziale Software, insbesondere Wikis; Nachfolger von IkeWiki; Projekt von Salzburg Research u. a.)
- OntoWiki (von Wiki-Ideen inspirierter Editor zur agilen und verteilten Zusammenarbeit an Ontologien; Projekt der Universität Leipzig)
- BOWiki (Erweiterung zum MediaWiki mit der Möglichkeit auf Basis einer Ontologie hinzugefügtes semantisches Wissen mittels eines Beweisers auf Konsistenz zu prüfen)
- KnowWE („Knowledge Wiki Environment“, erweiterbares Wiki mit Wissen zur Lösung von Problemen)
- ArtificialMemory[1] – Multilinguales Semantisches Wiki und Argumentationstool